# The Pest
The Pest é um filme estadunidense de 1997, do gênero comédia, dirigido por Paul Miller e estrelado por John Leguizamo, com roteiro inspirado na clássica e curta história "The Most Dangerous Game". 

## Elenco
- John Leguizamo como Pestario 'Pest' Vargas
- Jeffrey Jones como Gustavo Shank
- Edoardo Ballerini como Himmel Shank
- Freddy Rodríguez como "Ninja"
- Tammy Townsend como Xantha Kent
- Aries Spears como Chubby
- Joe Morton como Mr. Kent
- Charles Hallahan como Angus
- Tom McCleister como Leo
- Ivonne Coll como Gladyz
- Pat Skipper como Glen Livitt
- Judyann Elder como Mrs. Kent
- Yelba Osorio como Malaria